# Cauquenes (ort)
Cauquenes är en ort i Chile.   Den ligger i provinsen Provincia de Cauquenes och regionen Región del Maule, i den södra delen av landet, 300 km sydväst om huvudstaden Santiago de Chile. Cauquenes ligger 172 meter över havet och antalet invånare är 31 362.
Terrängen runt Cauquenes är huvudsakligen platt, men västerut är den kuperad. Det finns inga andra samhällen i närheten.
Trakten runt Cauquenes består i huvudsak av gräsmarker. Runt Cauquenes är det ganska glesbefolkat, med 22 invånare per kvadratkilometer.